# Cinema muto

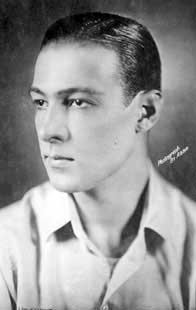
Rodolfo Valentino, tra i divi più conosciuti dell'epoca del cinema muto

Il cinema muto è il periodo cinematografico antecedente l'avvento del sonoro, vale a dire dal 1895 fino al 1927, anno in cui venne distribuito il primo film sonoro: Il cantante di jazz. Il completo e definitivo passaggio al sonoro, tuttavia, non avvenne prima del 1930.
In realtà i film non erano del tutto "muti", quantomeno la fruizione: era infatti costume, dal grande teatro di città a quello di periferia, accompagnare le proiezioni con musica dal vivo, che fungeva da colonna sonora, eseguita solitamente da un pianista o organista, o addirittura da un'orchestra per i teatri che se lo potevano permettere.
Il teatro fu il luogo deputato alla proiezione del film muto, non necessitando altro che un semplice schermo e non di complesse apparecchiature tecnologiche. Era usanza accompagnare la proiezione con spiegazioni chiarificatrici delle scene proiettate, con la lettura delle didascalie da parte di un commentatore e l'aggiunta di commenti scritti. Fu però subito evidente quanto la musica fosse la componente essenziale dell'immagine, rafforzandone, anticipandone, predisponendo emozionalmente lo spettatore alla scena proiettata.
Il primo film (muto) della storia del cinema è variamente considerato Roundhay Garden Scene del 1888, ma gli inventori del cinema, ovvero della macchina da presa e del proiettore cinematografico, sono considerati Auguste e Louis Lumière, che brevettarono il loro strumento il 13 febbraio 1895; la prima pellicola venne da loro girata il 19 marzo 1895; il film era L'uscita dalle officine Lumière (La sortie des usines Lumière).
Il film Don Giovanni e Lucrezia Borgia di Alan Crosland del 1926 fu il primo film con la colonna sonora e quindi non aveva bisogno di un pianista, un organista o un'orchestra per accompagnare la proiezione del film.
Il film Il cantante di jazz di Alan Crosland con Al Jolson del 1927, primo film sonoro, viene considerato il film che pose fine alla grande epoca del cinema muto.

## Storia
Le origini del cinema muto risalgono al 1887, durante il periodo sperimentale del "cinema delle attrazioni", con i primi cortometraggi dei fratelli Auguste e Louis Lumière, come L'innaffiatore innaffiato, L'arrivo di un treno alla stazione di La Ciotat e La partita a carte, del 1895. Questo fenomeno di rappresentare alcune scene di vita quotidiana, si diffuse rapidamente dalla Francia in Inghilterra, Italia, Russia e India. Venivano riprese scene naturali, movimenti di macchinari, persone di alto rilievo come politici o rappresentanti religiosi, incluso il papa, o sovrani.

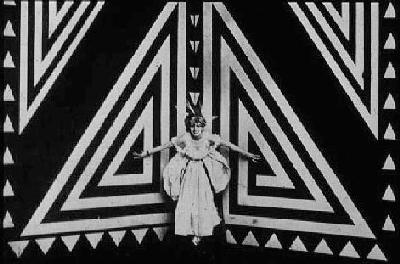
Thaïs (1917)

Tale fenomeno negli anni '10 venne soppiantato dalla creazione di vari generi cinematografici, fortemente influenzati dal corpus dei vari generi letterari, come la storia comica, drammatica, fantasy/horror, thriller, noir e varia. Il cinema comico si sviluppò in questi anni particolarmente in Francia, grazie ad autori come Max Linder e André Deed (conosciuto in patria con i soprannomi di Boireau e Gribouille, e in Italia - dove girò molti film - come Cretinetti). Autori come Ugo Falena e J. Stuart Blackton trasponevano le prime opere letterarie di Frankenstein - Francesca da Rimini - Dracula - Alice nel paese delle meraviglie - Il mago di Oz - Dante e Beatrice, della durata di pochi minuti. Successivamente in Europa e in Russia si affermava il "cinema sperimentale", collegato al dadaismo e alle avanguardie del futurismo, rappresentato in Italia da Filippo Tommaso Marinetti. I manifesti di questa nuova forma di espressione sperimentale, che si opponeva fortemente alla trasposizione cinematografica del genere letterario, sono i film Thaïs di Anton Giulio Bragaglia, Il gabinetto del dottor Caligari e Un chien andalou - Un cane andaluso di Luis Buñuel, dove insiste appunto il non-genere. In Russia il surrealismo si fuse con il neo-realismo, rappresentato da La corazzata Potëmkin di Sergej Michajlovič Ėjzenštejn.

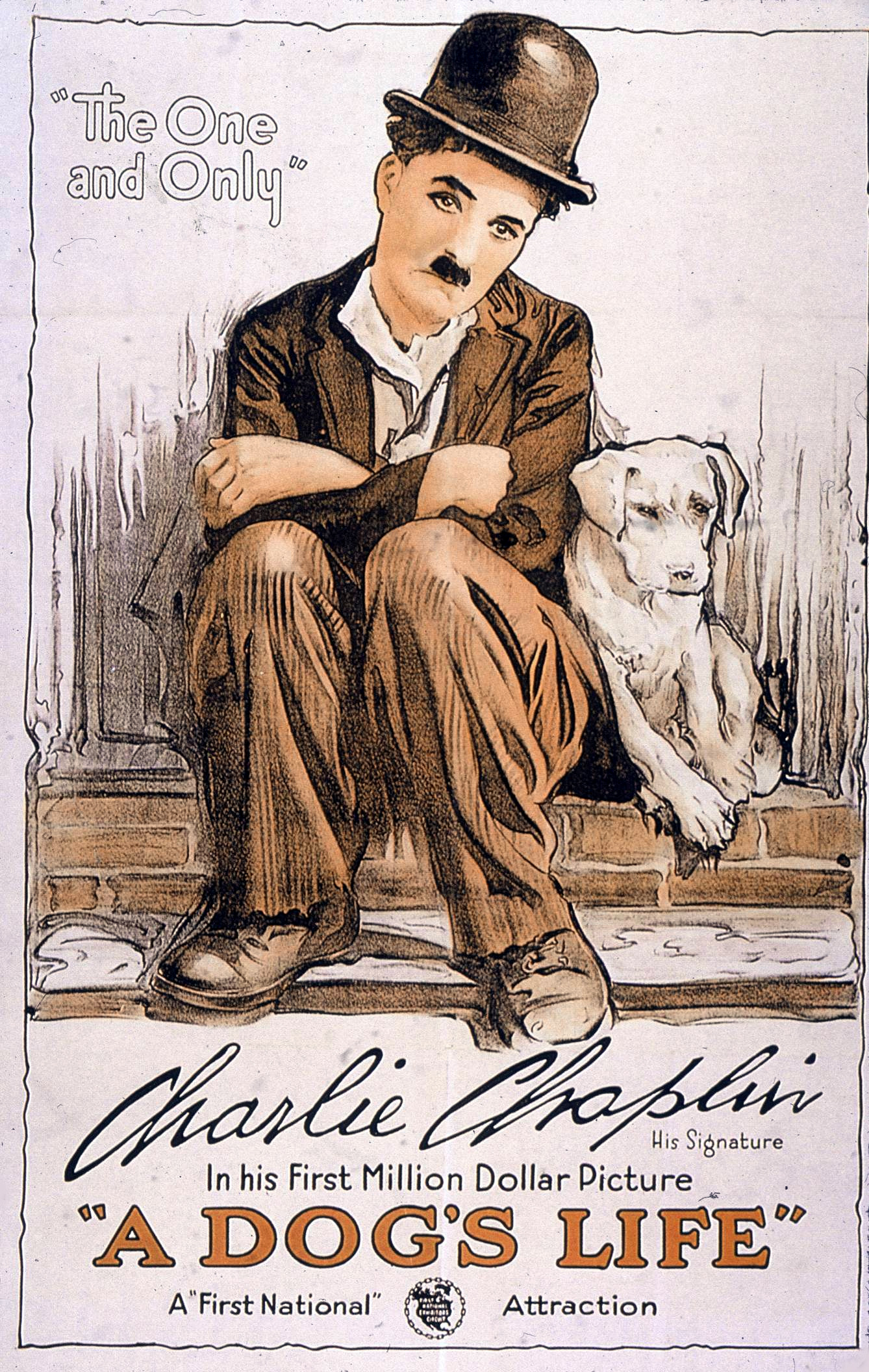
Chaplin in Vita da cani (1918)

La macchina produttrice del cinema muto tuttavia prese pieno sviluppo, a partire dal 1914, negli Stati Uniti d'America, e precisamente a Hollywood. Fu qui che nacque il concetto del "divismo" poiché il cinema fu inteso come sì la settima arte, ma dal punto di vista commerciale, distributivo e dalle grandi occasioni di poter girare qualsiasi forma di genere cinematografico. La vecchia teoria della trasposizione cinematografica da un romanzo o da un'opera teatrale fu ripresa, e negli anni '20 il produttore Cecil B. DeMille mise in scena anche le personali rivisitazioni della Bibbia con Ben-Hur e I dieci comandamenti.
Da un lato venivano girati prodotti di ampio respiro civile e patriottico, come Nascita di una nazione di David Wark Griffith, e opere drammatiche come I quattro cavalieri dell'apocalisse, interpretato da Rodolfo Valentino, che sarà il massimo rappresentante dell'era drammatica del muto, fino all'avvento del sonoro nel 1929; dall'altro, la vera macchina che sfornava prodotti, al ritmo di un film al giorno, era il complesso degli studi di Fred Karno-Mack Sennett-Hal Roach, che giravano film comici con attori come Charlie Chaplin, Stanlio e Ollio, Harold Lloyd, Buster Keaton e Roscoe Arbuckle. Dopo il 1918 si venne a creare una sorta di cinema comico, rappresentato da Hal Roach, concentrato sulla composizione di un film a due rulli, con gag costruite sullo slapstick, ma anche con intreccio più complesso. Laurel & Hardy furono i mattatori di tale commedia dagli anni '20, mentre nel periodo 1914-18 fu Chaplin a dominare le scene con le classiche gag sconclusionate, in cui la mimica corporale era l'elemento di effetto delle risata. Laurel e Hardy inoltre seppero resistere alla prova dell'avvento del sonoro nel 1929, il quale, nell'ambito della commedia, mieté molte vittime, tra le quali Buster Keaton, incapaci di confrontarsi con il suono della loro voce, spesso inadeguata per il sonoro.
In seguito alla caduta del sonoro negli anni trenta Charlie Chaplin fu uno dei rari casi ad adottare la tecnica del muto, per scelta poetica, fino al 1940, ottenendo sempre successo. Poi il muto fu completamente abbandonato, e usato raramente, fino ai giorni nostri, in film d'essai, oppure dal comico Mel Brooks, in omaggio proprio al cinema muto comico, nel film L'ultima follia di Mel Brooks (1976).

## La tecnica

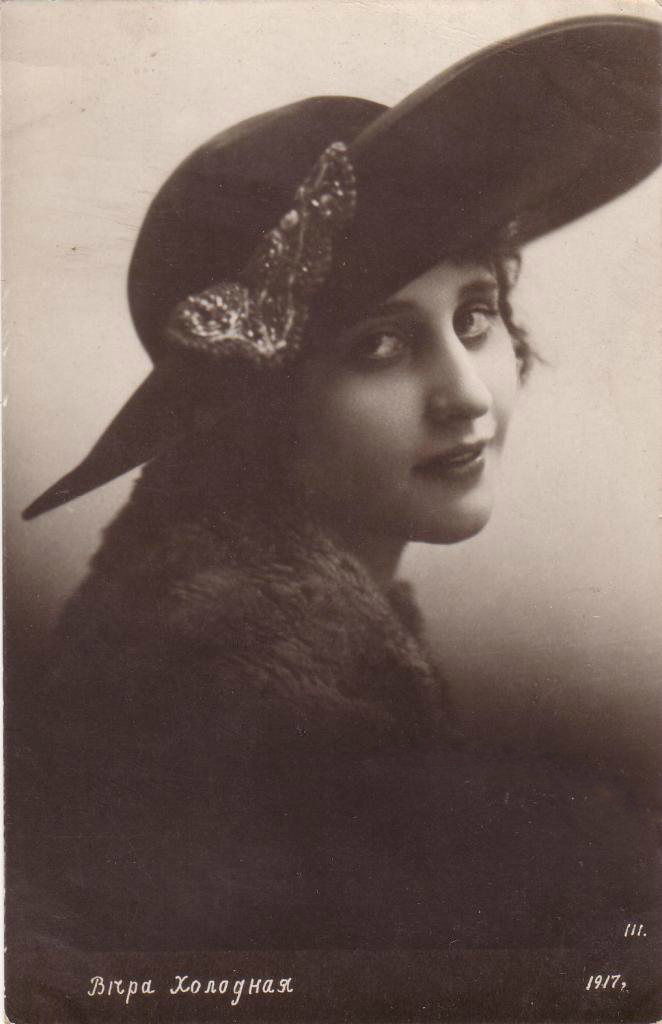
Vera Vasil'evna Cholodnaja, star del cinema muto russo

La tecnica di recitazione necessitava di enfasi mimica, esagerando l'espressività facciale e l'azione corporea affinché giungesse al pubblico il messaggio emozionale inteso dal regista. Oggi potrebbe risultare esagerata, a volte grossolana, ma il valore dei grandi interpreti è racchiuso nell'essenzialità del gesto, nella pantomima, nella capacità di trasmettere, nell'istante del gesto, l'intensità dell'emozione. Per di più oggi sempre più raramente ci è dato di poter visionare sul grande schermo queste produzioni, che per potere essere apprezzate nella loro grandezza e sfumature necessiterebbero di questa collocazione e di un pubblico con cui condividerle. Nel genere comico questa gestualità fu classificata come slapstick, e si spiega anche perché fu generalmente più apprezzato il cinema comico, per sua natura paradossale, piuttosto che il dramma.
La velocità di scorrimento della pellicola era molto più lenta di oggi (da 16 a 20 fotogrammi al secondo del film muto, contro i 24 del sonoro). Questa particolarità fa sì che vedendo oggi i film muti in televisione (che in Europa riproduce 25 fotogrammi al secondo) i movimenti sembrino accelerati e innaturali.
La durata del film era misurata in rulli o bobine, dove era fisicamente contenuta e avvolta la pellicola, ogni rullo poteva contenerne circa seicento piedi per circa sette minuti di proiezione.
Volendo considerare il cinema muto italiano, nel periodo che va dal 1905 al 1931, gli storici hanno catalogato poco meno di diecimila titoli, il 90% di essi scomparso per sempre. Almeno fino alla prima metà del XX secolo veniva utilizzata una pellicola altamente instabile e altamente infiammabile che richiedeva cure particolari per garantirne la conservazione nel tempo. Molti di quei film furono fissati su materiale di pessima qualità, pregiudicandone la sopravvivenza al logorio del tempo e alla decomposizione in polvere, alcuni furono riciclati, molti finirono distrutti nei frequenti incendi degli studi. Oggi la conservazione e il restauro di quelle pellicole è la priorità principe per gli storici della cinematografia.
Kevin Brownlow, esponente di spicco della categoria ha detto: I vecchi film sono come il vino, il tempo li matura, ma molti sono finiti in aceto.

## La musica ed i suoni
Gli spettacoli di film muti sono quasi sempre stati caratterizzati dalla musica dal vivo a partire dalla prima proiezione pubblica di film dei fratelli Lumière nel 1895 a Parigi. Questo fu ulteriormente incentivato nel 1896 dalla prima mostra di film negli Stati Uniti al Koster and Bial's Music Hall a New York City dove fu  stabilito il precedente che tutte le mostre dovevano essere accompagnate da un'orchestra. Fin dall'inizio la musica è stata riconosciuta come essenziale, contribuendo all'atmosfera e dando al pubblico spunti emotivi vitali. Le sale cinematografiche di piccole città e di quartiere di solito avevano un pianista. A partire dalla metà degli anni '10, i grandi teatri della città tendevano ad avere organisti o ensemble di musicisti. I grandi organi teatrali, che sono stati progettati per colmare un vuoto tra avere un semplice solista del pianoforte ed un'orchestra più grande, hanno avuto una vasta gamma di effetti speciali. Gli organi teatrali come il famoso "Mighty Wurlitzer" potevano simulare alcuni suoni orchestrali insieme a una serie di effetti di percussioni come bassi e piatti, ed effetti sonori che vanno da "fischi di pullman e barche [a] trombe di auto e fischi di uccelli; ... alcuni potrebbero persino simulare colpi di pistola, telefoni squillanti, il rumore del surf, i zoccoli dei cavalli, tuoni e pioggia".
Le partiture musicali per i primi film muti furono improvvisate o messe insieme con pezzi di musica classica o teatrale. Una volta che le caratteristiche principali divennero comuni, tuttavia, la musica fu creata dal pianista, organista, direttore d'orchestra o dallo studio cinematografico stesso, che includeva partitura per il film. Questi fogli erano spesso lunghi, con note dettagliate sugli effetti e sugli stati d'animo da tenere d'occhio. A partire dalla partitura per lo più originale composta da Joseph Carl Breil per La nascita di una nazione (1915) di David Wark Griffith, divenne relativamente comune per i film più importanti arrivare alla proiezione con colonne sonore originali e appositamente composte.
Al culmine dell'era del cinema muto, i film erano la principale fonte di occupazione per gli strumentisti, almeno negli Stati Uniti. L'introduzione del parlato, insieme all'inizio della Grande Depressione, fu devastante per molti musicisti.
Un certo numero di paesi escogitò altri modi per dare suono ai film muti. Il primo cinema del Brasile, ad esempio, creava "fitas cantatas", un'operetta filmata con cantanti che si esibivano dietro lo schermo. In Giappone i film non avevano solo musica dal vivo ma anche il benshi, un narratore dal vivo che forniva commenti e voci ai personaggi. Il benshi divenne un elemento centrale nel cinema giapponese, oltre a fornire la traduzione per i film stranieri (per lo più americani). La popolarità del benshi è stata una delle ragioni per cui i film muti persistettero fino agli anni '30 in Giappone.

## Film muti con maggiori incassi negli Stati Uniti
Questa è una lista stilata da Variety nel 1932. Gli incassi si i riferiscono a dollari incassati quando il film uscì nelle sale.

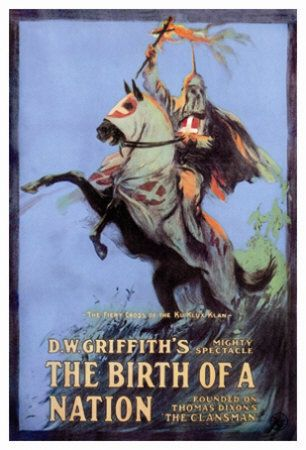
Poster di Nascita di una nazione di David Wark Griffith del 1915, il film con maggiore incassi dell'epoca del muto.

1. Nascita di una nazione (1915) - $ 10 000 000
2. Agonia sui ghiacci (1920) - $ 5 000 000
3. Il gabinetto del dottor Caligari (1920)
4. Il monello (1921)
5. Le due orfanelle (1921) - $ 3 000 000
6. I quattro cavalieri dell'Apocalisse (1921) - $ 4 000 000
7. I pionieri (1923) - $ 3 800 000
8. Il gobbo di Notre Dame (1923) - $ 3 500 000
9. I dieci comandamenti (1923) - $ 3 400 000
10. La febbre dell'oro (1925) - $ 4 250 000
11. La grande parata (1925) - $ 6 400 000
12. Ben-Hur (1925) - $ 5 500 000
13. Il re degli straccioni (1926) - $ 2 600 000
14. Settimo cielo (1926) - $ 2 400 000
15. Rosa d'Irlanda (1928) - $ 1 500 000
16. Il circo (1928) - $ 3 800 000

## Film muti nella transizione dal muto al sonoro
Tra i più restii a lasciare il cinema muto fu Charlie Chaplin, che arrivò al sonoro solo con Il grande dittatore nel 1940. Comunque negli anni '30 alcune celebri pellicole di alcuni importanti registi sono ancora mute, pur essendo nell'epoca del sonoro. Il cinema muto inoltre rimase fino ad almeno metà anni trenta in Estremo Oriente, soprattutto in Cina e Giappone. Le più importanti in ordine cronologico sono:
- Un chien andalou - Un cane andaluso, Luis Buñuel, 1929
- Uomini di domenica, Robert Siodmak, 1930
- Il nostro pane quotidiano, Friedrich Wilhelm Murnau, 1930
- Borderline, Kenneth Macpherson, 1930
- La terra, Aleksandr Dovženko, 1930
- Luci della città, Charlie Chaplin, 1931
- Tabù, Friedrich Wilhelm Murnau, 1931
- Idillio infranto, Nello Mauri, 1931
- Antonio di Padova, Giulio Antamoro, 1931
- Sono nato, ma..., Yasujirō Ozu, 1932
- Storia di erbe fluttuanti, Yasujirō Ozu, 1934
- The Goddess, Yonggang Wu, 1934
- Orizuru Osen, Kenji Mizoguchi, 1935
- Legong, Henry de La Falaise, 1935
- La felicità, Aleksandr Medvedkin, 1935
- Viaggio cosmico, Vasili Zhuravlov, 1936
- Tempi moderni, Charlie Chaplin, 1936
- Too Much Johnson, Orson Welles, 1938

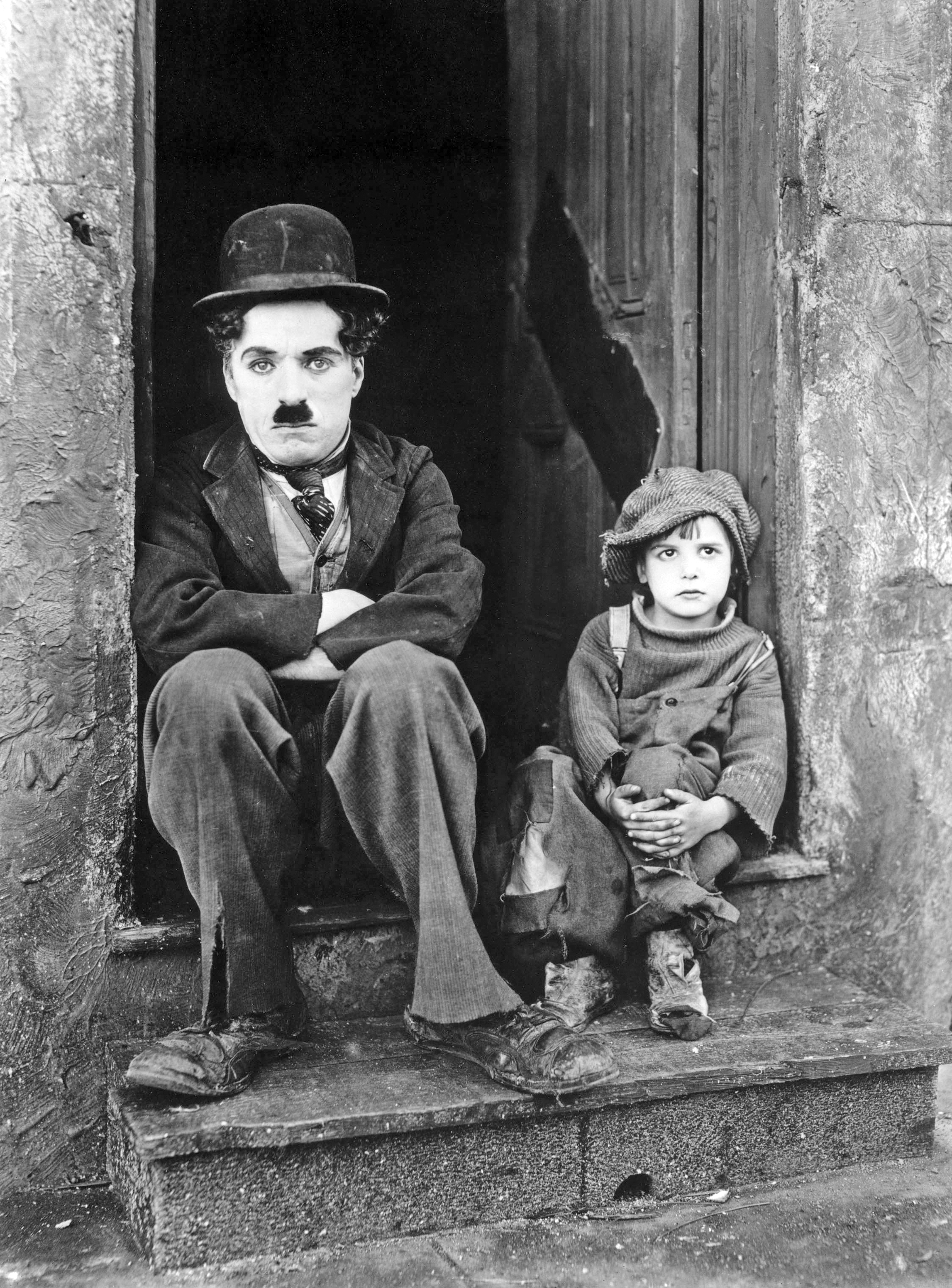
Celebre immagine pubblicitaria di Charlie Chaplin e Jackie Coogan del film Il monello del 1921 di Chaplin.

## Film muti nell'era del sonoro
Diversi cineasti hanno reso omaggio alla favolosa era del film muto: Jacques Tati con il suo Le vacanze del signor Hulot nel 1953, e così pure Mel Brooks con L'ultima follia di Mel Brooks (dal titolo originale di Silent Movie) nel 1976, in cui, simbolicamente, l'unica parola del film è pronunciata dal mimo Marcel Marceau. Nel 1999 esce Juha, capolavoro misconosciuto del regista finlandese Aki Kaurismäki. Nel 2011 è uscito il film muto francese The Artist, diretto da Michel Hazanavicius, che ha vinto cinque Premi Oscar, tre Golden Globe, sette Premi BAFTA e sei Premi César.
I film muti o in gran parte muti dell'epoca del sonoro sono i seguenti:
- Peer Gynt, David Bradley, 1941
- La spia, Russell Rouse, 1952
- La fille du garde-barrière, Jérôme Savary, 1975
- L'ultima follia di Mel Brooks, Mel Brooks, 1976
- Pushpaka Vimana, Singeetam Srinivasa Rao, 1987
- Sidewalk Stories, Charles Lane, 1990
- Juha, Aki Kaurismäki, 1999
- Tuvalu, Veit Helmer, 1999
- The Heart of the World, Guy Maddin, 2000
- Margarette's Feast, Renato Falcão, 2003
- The Call of Cthulhu, Andrew Leman, 2005
- Three Times, Hou Hsiao-Hsien, 2005
- Brand upon the Brain!, Guy Maddin, 2006
- Dr. Plonk, Rolf de Heer, 2007
- Silent, Michael Pleckaitis, 2007
- The Artist, Michel Hazanavicius, 2011
- Blancanieves, Pablo Berger, 2012
- Right There, Nathan Suher, 2013
- Moebius, Kim Ki-duk, 2013
- The Tribe, Myroslav Slabošpyc'kyj, 2014